# Retro Gamer
 (décembre 2018).
Si vous disposez d'ouvrages ou d'articles de référence ou si vous connaissez des sites web de qualité traitant du thème abordé ici, merci de compléter l'article en donnant les références utiles à sa vérifiabilité et en les liant à la section « Notes et références ».
Retro Gamer est un magazine de jeux vidéo britannique publié dans le monde entier, traitant de retrogaming. C'est le premier magazine commercial à être entièrement dévolu au sujet.

## Version espagnole
En Espagne, le magazine est publié par Axel Springer, également éditeur de Hobby Consolas.
Le magazine est trimestriel en Espagne, au prix de 6,99 euros.
Depuis le 3 octobre 2021, le dernier numéro est le 37, avec Sonic The Hedehog en couverture.